# A Nagy Duett (első évad)
A Nagy Duett című zenés show-műsor első évadja 2011. április 8-án vette kezdetét a TV2-n. A műsorvezetők Liptai Claudia és Majka, a zsűritagok Dobrády Ákos, Balázs Klári és Kasza Tibor voltak.
Az évad nyolc részes volt, péntekenként sugározta a TV2. A döntőre 2011. május 27-én került sor, ahol az első széria győztesei Molnár Ferenc „Caramel” és Trokán Nóra lettek, így ők nyerték el „Az év duettpárja” címet 2011-ben.

## Összesített eredmény
| – A páros továbbjutott                           |
| – A két legkevesebb szavazattal rendelkező páros |
| – A páros kiesett                                |

| #   | Párosok          | Párosok             | 1. adás (április 8.) | 2. adás (április 15.) | 3. adás (április 22.) | 4. adás (április 29.) | 5. adás (május 6.)    | 6. adás (május 13.)   | 7. adás (május 20.)   | 8. adás (május 27.)       |
| #   | Amatőrök         | Profik              | 1. adás (április 8.) | 2. adás (április 15.) | 3. adás (április 22.) | 4. adás (április 29.) | 5. adás (május 6.)    | 6. adás (május 13.)   | 7. adás (május 20.)   | 8. adás (május 27.)       |
| --- | ---------------- | ------------------- | -------------------- | --------------------- | --------------------- | --------------------- | --------------------- | --------------------- | --------------------- | ------------------------- |
| 1.  | Trokán Nóra      | Caramel             | Továbbjutottak       | Továbbjutottak        | Továbbjutottak        | Továbbjutottak        | Továbbjutottak        | Továbbjutottak        | Továbbjutottak        | 1. helyezettek a döntőben |
| 2.  | Peller Mariann   | Bereczki Zoltán     | Továbbjutottak       | Továbbjutottak        | Továbbjutottak        | Továbbjutottak        | Továbbjutottak        | Továbbjutottak        | Továbbjutottak        | 2. helyezettek a döntőben |
| 3.  | Iszak Eszter     | Éder Krisztián „SP” | Továbbjutottak       | Továbbjutottak        | Veszélyzóna           | Továbbjutottak        | Veszélyzóna           | Veszélyzóna           | Veszélyzóna           | 3. helyezettek a döntőben |
| 4.  | Árpa Attila      | Falusi Mariann      | Továbbjutottak       | Továbbjutottak        | Továbbjutottak        | Továbbjutottak        | Továbbjutottak        | Továbbjutottak        | Veszélyzóna           | Kiestek a 7. adásban      |
| 5.  | Hajdú Péter      | Zoltán Erika        | Továbbjutottak       | Továbbjutottak        | Továbbjutottak        | Továbbjutottak        | Továbbjutottak        | Veszélyzóna           | Kiestek a 6. adásban  | Kiestek a 6. adásban      |
| 6.  | Rákóczi Ferenc   | Tóth Vera           | Továbbjutottak       | Továbbjutottak        | Továbbjutottak        | Veszélyzóna           | Veszélyzóna           | Kiestek az 5. adásban | Kiestek az 5. adásban | Kiestek az 5. adásban     |
| 7.  | Till Attila      | Tóth Gabi           | Továbbjutottak       | Továbbjutottak        | Továbbjutottak        | Veszélyzóna           | Kiestek a 4. adásban  | Kiestek a 4. adásban  | Kiestek a 4. adásban  | Kiestek a 4. adásban      |
| 8.  | Orosz Barbara    | Ganxsta Zolee       | Veszélyzóna          | Veszélyzóna           | Veszélyzóna           | Kiestek a 3. adásban  | Kiestek a 3. adásban  | Kiestek a 3. adásban  | Kiestek a 3. adásban  | Kiestek a 3. adásban      |
| 9.  | Harsányi Levente | Szekeres Adrien     | Továbbjutottak       | Veszélyzóna           | Kiestek a 2. adásban  | Kiestek a 2. adásban  | Kiestek a 2. adásban  | Kiestek a 2. adásban  | Kiestek a 2. adásban  | Kiestek a 2. adásban      |
| 10. | Gianni Annoni    | Zalatnay Sarolta    | Veszélyzóna          | Kiestek az 1. adásban | Kiestek az 1. adásban | Kiestek az 1. adásban | Kiestek az 1. adásban | Kiestek az 1. adásban | Kiestek az 1. adásban | Kiestek az 1. adásban     |

## Adások

### 1. adás (április 8.)
| #  | Párosok                             | Dal                          | Eredeti előadó                   | Pontozás     | Pontozás     | Pontozás    | Pontozás | Eredmény        |
| #  | Párosok                             | Dal                          | Eredeti előadó                   | Dobrády Ákos | Balázs Klári | Kasza Tibor | Összesen | Eredmény        |
| -- | ----------------------------------- | ---------------------------- | -------------------------------- | ------------ | ------------ | ----------- | -------- | --------------- |
| 1  | Till Attila és Tóth Gabi            | Born to Be Wild              | Hinder                           | 8            | 9            | 9           | 26       | Továbbjutottak  |
| 2  | Árpa Attila és Falusi Mariann       | Always On My Mind            | Elvis Presley                    | 8            | 8            | 7           | 23       | Továbbjutottak  |
| 3  | Orosz Barbara és Ganxsta Zolee      | 16 tonna fekete szén         | Republic                         | 7            | 7            | 7           | 21       | Utolsó előttiek |
| 4  | Hajdú Péter és Zoltán Erika         | Strumplin’ In                | Chris Norman és Suzi Quatro      | 9            | 9            | 9           | 27       | Továbbjutottak  |
| 5  | Peller Mariann és Bereczki Zoltán   | Bolond beszéd                | Bereczki Zoltán és Szinetár Dóra | 8            | 7            | 8           | 23       | Továbbjutottak  |
| 6  | Trokán Nóra és Caramel              | I Just Can’t Stop Loving You | Michael Jackson                  | 9            | 9            | 9           | 27       | Továbbjutottak  |
| 7  | Harsányi Levente és Szekeres Adrien | Vetkőzés                     | Valami Amerika                   | 8            | 8            | 6           | 22       | Továbbjutottak  |
| 8  | Iszak Eszter és Éder Krisztián „SP” | SexyBack                     | Justin Timberlake                | 9            | 9            | 10          | 28       | Továbbjutottak  |
| 9  | Gianni Annoni és Zalatnay Sarolta   | Funky Groove                 | Gió Bació                        | 8            | 9            | 9           | 26       | Kiestek         |
| 10 | Rákóczi Ferenc és Tóth Vera         | Proud Mary                   | Ike és Tina Turner               | 10           | 10           | 10          | 30       | Továbbjutottak  |

- Extra produkció: Fluor Tomi és Szabó Zsófia – Mizu

### 2. adás (április 15.)
| # | Párosok                             | Dal                                         | Eredeti előadó                  | Pontozás     | Pontozás     | Pontozás    | Pontozás | Eredmény        |
| # | Párosok                             | Dal                                         | Eredeti előadó                  | Dobrády Ákos | Balázs Klári | Kasza Tibor | Összesen | Eredmény        |
| - | ----------------------------------- | ------------------------------------------- | ------------------------------- | ------------ | ------------ | ----------- | -------- | --------------- |
| 1 | Rákóczi Ferenc és Tóth Vera         | Beat It                                     | Michael Jackson                 | 9            | 9            | 10          | 28       | Továbbjutottak  |
| 2 | Peller Mariann és Bereczki Zoltán   | Ha lemegy a Nap                             | Tunyogi Orsi & Ganxsta Zolee    | 10           | 10           | 10          | 30       | Továbbjutottak  |
| 3 | Hajdú Péter és Zoltán Erika         | You’re My Heart, You’re My Soul             | Modern Talking                  | 8            | 9            | 10          | 27       | Továbbjutottak  |
| 4 | Till Attila és Tóth Gabi            | Gimme! Gimme! Gimme! (A Man After Midnight) | ABBA                            | 8            | 9            | 9           | 26       | Továbbjutottak  |
| 5 | Orosz Barbara és Ganxsta Zolee      | 16 tonna fekete szén                        | Republic                        | 9            | 9            | 9           | 27       | Utolsó előttiek |
| 6 | Iszak Eszter és Éder Krisztián „SP” | S&M                                         | Rihanna                         | 8            | 8            | 8           | 24       | Továbbjutottak  |
| 7 | Árpa Attila és Falusi Mariann       | Crazy in love                               | The Baseballs / Beyoncé Knowles | 10           | 10           | 10          | 30       | Továbbjutottak  |
| 8 | Trokán Nóra és Caramel              | As                                          | George Michael, Mary J. Blige   | 10           | 9            | 9           | 28       | Továbbjutottak  |
| 9 | Harsányi Levente és Szekeres Adrien | Relight my fire                             | Take That                       | 8            | 8            | 9           | 27       | Kiestek         |

- Extra produkció: Tolvai Renáta, Hien és Nkuya Sonia – Lady Gaga medley

### 3. adás (április 22.)
| # | Párosok                             | Dal                       | Eredeti előadó                       | Pontozás     | Pontozás     | Pontozás    | Pontozás | Eredmény        |
| # | Párosok                             | Dal                       | Eredeti előadó                       | Dobrády Ákos | Balázs Klári | Kasza Tibor | Összesen | Eredmény        |
| - | ----------------------------------- | ------------------------- | ------------------------------------ | ------------ | ------------ | ----------- | -------- | --------------- |
| 1 | Iszak Eszter és Éder Krisztián „SP” | DJ Got Us Fallin' in Love | Usher feat. Pitbull                  | 8            | 7            | 8           | 23       | Utolsó előttiek |
| 2 | Till Attila és Tóth Gabi            | Paradise City             | Guns N’ Roses                        | 10           | 10           | 10          | 30       | Továbbjutottak  |
| 3 | Trokán Nóra és Caramel              | Most kéne abbahagyni      | Kovács Kati                          | 9            | 8            | 9           | 26       | Továbbjutottak  |
| 4 | Orosz Barbara és Ganxsta Zolee      | Szeresd a testem          | Baby Sisters – Cool Head Clan        | 9            | 9            | 9           | 27       | Kiestek         |
| 5 | Rákóczi Ferenc és Tóth Vera         | Gyere, kislány gyere      | Beatrice                             | 9            | 10           | 9           | 28       | Továbbjutottak  |
| 6 | Árpa Attila és Falusi Mariann       | Livin La Vida Loca        | Ricky Martin                         | 10           | 10           | 10          | 30       | Továbbjutottak  |
| 7 | Hajdú Péter és Zoltán Erika         | Waka Waka                 | Shakira                              | 8            | 9            | 10          | 27       | Továbbjutottak  |
| 8 | Peller Mariann és Bereczki Zoltán   | The Way You Make Me Feel  | Michael Jackson feat. Britney Spears | 9            | 9            | 10          | 28       | Továbbjutottak  |

- Extra produkció: Lola és Baronits Gábor – Benned élek

### 4. adás (április 29.)
| # | Párosok                             | Dal                            | Eredeti előadó               | Pontozás     | Pontozás     | Pontozás    | Pontozás | Eredmény        |
| # | Párosok                             | Dal                            | Eredeti előadó               | Dobrády Ákos | Balázs Klári | Kasza Tibor | Összesen | Eredmény        |
| - | ----------------------------------- | ------------------------------ | ---------------------------- | ------------ | ------------ | ----------- | -------- | --------------- |
| 1 | Trokán Nóra és Caramel              | Sway                           | Michael Bublé                | 9            | 8            | 9           | 26       | Továbbjutottak  |
| 2 | Árpa Attila és Falusi Mariann       | Blues Brothers mix             | Blues Brothers               | 10           | 10           | 10          | 30       | Továbbjutottak  |
| 3 | Hajdú Péter és Zoltán Erika         | Találd ki gyorsan a gondolatom | Balázs Klári és Korda György | 8            | 10           | 8           | 26       | Továbbjutottak  |
| 4 | Iszak Eszter és Éder Krisztián „SP” | Everybody                      | Backstreet Boys              | 9            | 9            | 10          | 28       | Továbbjutottak  |
| 5 | Rákóczi Ferenc és Tóth Vera         | Let Me Entertain You           | Robbie Williams              | 10           | 10           | 9           | 29       | Utolsó előttiek |
| 6 | Till Attila és Tóth Gabi            | Sex Bomb                       | Tom Jones                    | 10           | 9            | 10          | 29       | Kiestek         |
| 7 | Peller Mariann és Bereczki Zoltán   | It's Raining Men               | Geri Halliwell               | 9            | 9            | 9           | 27       | Továbbjutottak  |

- Extra produkció: Gáspár Laci és egy gyermekkórus – Apróság

### 5. adás (május 6.)
| # | Párosok                             | Dal                       | Eredeti előadó               | Pontozás     | Pontozás     | Pontozás    | Pontozás | Eredmény        |
| # | Párosok                             | Dal                       | Eredeti előadó               | Dobrády Ákos | Balázs Klári | Kasza Tibor | Összesen | Eredmény        |
| - | ----------------------------------- | ------------------------- | ---------------------------- | ------------ | ------------ | ----------- | -------- | --------------- |
| 1 | Rákóczi Ferenc és Tóth Vera         | I Got You (I Feel Good)   | James Brown                  | 8            | 8            | 8           | 24       | Kiestek         |
| 2 | Árpa Attila és Falusi Mariann       | New York, New York medley | Frank Sinatra és Alicia Keys | 9            | 9            | 9           | 27       | Továbbjutottak  |
| 3 | Peller Mariann és Bereczki Zoltán   | Gyere őrült               | EDDA Művek                   | 10           | 10           | 9           | 29       | Továbbjutottak  |
| 4 | Hajdú Péter és Zoltán Erika         | What Is Love              | Haddaway                     | 9            | 10           | 10          | 29       | Továbbjutottak  |
| 5 | Iszak Eszter és Éder Krisztián „SP” | I Gotta Feeling           | The Black Eyed Peas          | 9            | 9            | 9           | 27       | Utolsó előttiek |
| 6 | Trokán Nóra és Caramel              | Joyful, Joyful            | Apáca show 2.                | 10           | 10           | 10          | 30       | Továbbjutottak  |

- Extra produkció: Sugarloaf & Csepregi Éva – Nyár van

### 6. adás (május 13.)
| #  | Párosok                             | Dal                          | Eredeti előadó    | Pontozás     | Pontozás     | Pontozás    | Pontozás | Eredmény        |
| #  | Párosok                             | Dal                          | Eredeti előadó    | Dobrády Ákos | Balázs Klári | Kasza Tibor | Összesen | Eredmény        |
| -- | ----------------------------------- | ---------------------------- | ----------------- | ------------ | ------------ | ----------- | -------- | --------------- |
| 1  | Trokán Nóra és Caramel              | Maniac                       | Michael Sembello  | 9            | 9            | 9           | 27       | Továbbjutottak  |
| 6  | Trokán Nóra és Caramel              | A Whole New World            | Aladdin           | 9            | 8            | 9           | 26       | Továbbjutottak  |
| 2  | Hajdú Péter és Zoltán Erika         | Everlasting Love             | Gloria Estefan    | 8            | 9            | 9           | 26       | Kiestek         |
| 9  | Hajdú Péter és Zoltán Erika         | Y.M.C.A.                     | Village People    | 9            | 10           | 10          | 29       | Kiestek         |
| 3  | Iszak Eszter és Éder Krisztián „SP” | Can’t Get You Out of My Head | Kylie Minogue     | 8            | 9            | 8           | 25       | Utolsó előttiek |
| 7  | Iszak Eszter és Éder Krisztián „SP” | Balatoni láz                 | 4F Club           | 9            | 10           | 10          | 29       | Utolsó előttiek |
| 4  | Peller Mariann és Bereczki Zoltán   | Cry Me a River               | Justin Timberlake | 9            | 9            | 9           | 27       | Továbbjutottak  |
| 10 | Peller Mariann és Bereczki Zoltán   | Survivor                     | Destiny’s Child   | 10           | 10           | 10          | 30       | Továbbjutottak  |
| 5  | Árpa Attila és Falusi Mariann       | C’est la vie                 | Szulák Andrea     | 10           | 9            | 9           | 28       | Továbbjutottak  |
| 8  | Árpa Attila és Falusi Mariann       | Don’t Stop Me Now            | Queen             | 9            | 10           | 9           | 28       | Továbbjutottak  |

- Extra produkció: Rúzsa Magdolna és a Balkan Fanatik – Repülj madár

### 7. adás – Elődöntő (május 20.)
| # | Párosok                             | Dal                                 | Eredeti előadó       | Pontozás     | Pontozás     | Pontozás    | Pontozás | Eredmény        |
| # | Párosok                             | Dal                                 | Eredeti előadó       | Dobrády Ákos | Balázs Klári | Kasza Tibor | Összesen | Eredmény        |
| - | ----------------------------------- | ----------------------------------- | -------------------- | ------------ | ------------ | ----------- | -------- | --------------- |
| 1 | Trokán Nóra és Caramel              | Black or White                      | Michael Jackson      | 10           | 10           | 10          | 30       | Továbbjutottak  |
| 5 | Trokán Nóra és Caramel              | I Say a Little Prayer               | Diana King           | 10           | 9            | 9           | 28       | Továbbjutottak  |
| 2 | Iszak Eszter és Éder Krisztián „SP” | Sorry Seems To Be The Hardest World | Blue feat Elton John | 9            | 10           | 10          | 29       | Utolsó előttiek |
| 6 | Iszak Eszter és Éder Krisztián „SP” | Toxic                               | Britney Spears       | 9            | 10           | 9           | 28       | Utolsó előttiek |
| 3 | Peller Mariann és Bereczki Zoltán   | I Kissed a Girl                     | Katy Perry           | 10           | 10           | 10          | 30       | Továbbjutottak  |
| 8 | Peller Mariann és Bereczki Zoltán   | Vidéki sanzon                       | Magna Cum Laude      | 9            | 9            | 9           | 27       | Továbbjutottak  |
| 4 | Árpa Attila és Falusi Mariann       | C’est la vie                        | Cee Lo Green         | 10           | 10           | 10          | 30       | Kiestek         |
| 7 | Árpa Attila és Falusi Mariann       | Keep the Faith                      | Bon Jovi             | 10           | 10           | 10          | 30       | Kiestek         |

- Extra produkció: Dolhai Attila és Patai Anna – Trambulin

### 8. adás – Döntő (május 27.)
| # | Párosok                             | Dal                  | Eredeti előadó                  | Pontozás     | Pontozás     | Pontozás    | Pontozás | Eredmény       |
| # | Párosok                             | Dal                  | Eredeti előadó                  | Dobrády Ákos | Balázs Klári | Kasza Tibor | Összesen | Eredmény       |
| - | ----------------------------------- | -------------------- | ------------------------------- | ------------ | ------------ | ----------- | -------- | -------------- |
| 1 | Peller Mariann és Bereczki Zoltán   | Candyman             | Christina Aguilera              | 10           | 10           | 10          | 30       | 2. helyezettek |
| 4 | Peller Mariann és Bereczki Zoltán   | Kerek egész          | Bereczki Zoltán                 | 10           | 10           | 10          | 30       | 2. helyezettek |
| 7 | Peller Mariann és Bereczki Zoltán   | Survivor             | Destiny’s Child                 |              |              |             |          | 2. helyezettek |
| 2 | Iszak Eszter és Éder Krisztián „SP” | Don’t stop the music | Rihanna                         | 9            | 9            | 9           | 27       | 3. helyezettek |
| 6 | Iszak Eszter és Éder Krisztián „SP” | Partyarc             | Fluor feat. Éder Krisztián „SP” | 9            | 10           | 10          | 29       | 3. helyezettek |
| 1 | Trokán Nóra és Caramel              | Twist and shout      | The Beatles                     | 10           | 10           | 10          | 30       | 1. helyezettek |
| 5 | Trokán Nóra és Caramel              | Lélekdonor           | Molnár Ferenc „Caramel”         | 10           | 10           | 10          | 30       | 1. helyezettek |
| 8 | Trokán Nóra és Caramel              | Joyful, Joyful       | Apáca show 2.                   |              |              |             |          | 1. helyezettek |

- Extra produkció:
- Király Viktor, Király Benjamin és Király Linda – Reborn
- Kökény Attila és Miklósa Erika – Mindig visszavár